# Gerlinde Sommer (Journalistin)
Gerlinde Sommer (* 1963 in Schmiechen) ist eine deutsche Journalistin und Buchautorin. Seit 2022 ist sie Chefredakteurin der Thüringischen Landeszeitung.

## Leben
Sie studierte zunächst Rechtswissenschaft in Tübingen. Das Studium führte sie nicht zu Ende, sondern wechselte nach Bielefeld, wo sie ein Volontariat beim Westfalen-Blatt absolvierte. Im März 1990 kam Gerlinde Sommer nach Gotha und wurde dort Redaktionsleiterin der Thüringischen Landeszeitung (TLZ). Ab 1998 war sie stellvertretende Chefredakteurin der Thüringischen Landeszeitung in Weimar. 2022 wurde sie Chefredakteurin als Nachfolgerin von Nils R. Kawig, der die Position seit 2016 innegehabt hatte und als Chefredakteur zur Ostthüringer Zeitung wechselte. Ihre Kolumnen erscheinen in der Zeitung unter dem Titel Unter uns gesagt in Thüringen.
Sommer arbeitet auch als Buchautorin. In Paulas Welt teilte ihre Mopshündin als Weimarer Redaktionsmops ihre Gedanken über die Welt mit.
Der Landesfrauenrat Thüringen zeichnete Sommer im Jahr 2006 mit dem KAIROS – Preis für Kommunikation aus.

## Werke (Auswahl)
- Ausgezeichnet! 10 Jahre Thüringer Bibliothekspreis; Preisträger, Preise und Visionen. Red.: Thomas Wurzel. Sparkassen-Kulturstiftung Hessen-Thüringen, Frankfurt am Main 2013, ISBN 978-3-7954-2828-0.
- mit Bernd Hilder (Hrsg.): Aufbruch in Thüringen. Der Weg zum Mauerfall 1989. Klartext, Essen 2014, ISBN 978-3-8375-1346-2.
- mit Bernd Hilder (Hrsg.): Aufbruch und Neuanfang in Thüringen. Der Weg zum Freistaat. Klartext, Essen 2015, ISBN 978-3-8375-1698-2.
- Paulas Welt. Ein Redaktionsmops erzählt aus seinem Leben. Klartext, Essen 2016, ISBN 978-3-8375-1749-1.
- mit Nel: Die Merkeljahre. Klartext, Essen 2021, ISBN 978-3-8375-2411-6.